# Cour d'appel des États-Unis de la cinquième circonscription
La cour d’appel des États-Unis pour la cinquième circonscription (United States Court of Appeals for the Fifth Circuit), sise à La Nouvelle-Orléans, est une Cour d'appel fédérale américaine, devant laquelle sont interjetés les appels en provenance des 9 Cours de district (United States District Court) suivantes :
| États       | Districts ou paroisses | Nombre de comtés ou paroisses | Comtés ou paroisses |
| ----------- | ---------------------- | ----------------------------- | --- |
| Louisiane   | est                    | 13                            | Assomption, Jefferson, La Fourche, Orleans, Plaquemine, Saint-Bernard, Saint-Charles, Saint-Jacques, Saint-Jean-Baptiste, Saint-Tammany, Tangipahoa, Terrebonne et Washington. |
| Louisiane   | centre                 | 9                             | Ascension, Bâton-Rouge Est, Bâton-Rouge Ouest, Feliciana Est, Feliciana Ouest, Iberville, Livingston, Pointe Coupée et Sainte-Héléna. |
| Louisiane   | ouest                  | 42                            | Acadie, Allen, Avoyelles, Beauregard, Bienville, Bossier, Caddo, Calcasieu, Caldwell, Cameron, Carroll Est, Carroll Ouest, Catahoula, Claiborne, Concordia, De Soto, Évangéline, Franklin, Grant, Ibérie, Jackson, Jefferson Davis, La Salle, Lafayette, Lincoln, Madison, Morehouse, Natchitoches, Ouachita, Rapides, Red River, Richland, Sabine, Saint-Landry, Saint-Martin, Sainte-Marie, Tensas, Union, Vermilion, Vernon, Webster et Winn. |
| Mississippi | nord                   | 37                            | Alcorn, Attala, Benton, Bolivar, Calhoun, Carroll, Chickasaw, Choctaw, Clay, Coahoma, Desoto, Grenada, Humphreys, Itawamba, Lafayette, Lee, Leflore, Lowndes, Marshall, Monroe, Montgomery, Oktibbeha, Panola, Pontotoc, Prentiss, Quitman, Sunflower, Tallahatchie, Tate, Tippah, Tishomingo, Tunica, Union, Washington, Webster, Winston et Yalobusha |
| Mississippi | sud                    | 45                            | Adams, Amite, Claiborne, Clarke, Copiah, Covington, Forrest, Franklin, George, Greene, Hancock, Harrison, Hinds, Holmes, Issaquena, Jackson, Jasper, Jefferson, Jefferson Davis, Jones, Kemper, Lamar, Lauderdale, Lawrence, Leake, Lincoln, Madison, Marion, Neshoba, Newton, Noxubee, Pearl River, Perry, Pike, Rankin, Scott, Sharkey, Simpson, Smith, Stone, Walthall, Warren, Wayne, Wilkinson et Yazoo. |
| Texas       | est                    | 43                            | Anderson, Angelina, Bowie, Camp, Cass, Cherokee, Collin, Cooke, Delta, Denton, Fannin, Franklin, Grayson, Gregg, Hardin, Harrison, Henderson, Hopkins, Houston, Jasper, Jefferson, Lamar, Liberty, Marion, Morris, Nacogdoches, Newton, Orange, Panola, Polk, Rains, Red River, Rusk, Sabine, San Augustine, Shelby, Smith, Titus, Trinity, Tyler, Upshur, Van Zandt et Wood. |
| Texas       | ouest                  | 68                            | Andrews, Atascosa, Bandera, Bastrop, Bell, Bexar, Blanco, Bosque, Brewster, Burleson, Burnet, Caldwell, Comal, Coryell, Crane, Culberson, Dimmit, Ector, Edwards, El Paso, Falls, Freestone, Frio, Gillespie, Gonzales, Guadalupe, Hamilton, Hays, Hill, Hudspeth, Jeff Davis, Karnes, Kendall, Kerr, Kimble, Kinney, Lampasas, Lee, Leon, Limestone, Llano, Loving, Martin, Mason, Maverick, McCulloch, McLennan, Medina, Midland, Milam, Pecos, Presidio, Real, Reeves, Robertson, San Saba, Somervell, Terrell, Travis, Upton, Uvalde, Val Verde, Ward, Washington, Williamson, Wilson, Winkler et Zavala. |
| Texas       | nord                   | 100                           | Archer, Armstrong, Bailey, Baylor, Borden, Briscoe, Brown, Callahan, Carson, Castro, Childress, Clay, Cochran, Coke, Coleman, Collingsworth, Comanche, Concho, Cottle, Crockett, Crosby, Dallam, Dallas, Dawson, Deaf Smith, Dickens, Donley, Eastland, Ellis, Erath, Fisher, Floyd, Foard, Gaines, Garza, Glasscock, Gray, Hale, Hall, Hansford, Hardeman, Hartley, Haskell, Hemphill, Hockley, Hood, Howard, Hunt, Hutchinson, Irion, Jack, Johnson, Jones, Kaufman, Kent, King, Knox, Lamb, Lipscomb, Lubbock, Lynn, Menard, Mills, Mitchell, Montague, Moore, Motley, Navarro, Nolan, Ochiltree, Oldham, Palo Pinto, Parker, Parmer, Potter, Randall, Reagan, Roberts, Rockwall, Runnels, Schleicher, Scurry, Shackelford, Sherman, Stephens, Sterling, Stonewall, Sutton, Swisher, Tarrant, Taylor, Terry, Throckmorton, Tom Green, Wheeler, Wichita, Wilbarger, Wise, Yoakum et Young. |
| Texas       | sud                    | 43                            | Aransas, Austin, Bee, Brazoria, Brazos, Brooks, Calhoun, Cameron, Chambers, Colorado, DeWitt, Duval, Fayette, Fort Bend, Galveston, Goliad, Grimes, Harris, Hidalgo, Jackson, Jim Hogg, Jim Wells, Kenedy, Kleberg, La Salle, Lavaca, Live Oak, Madison, Matagorda, McMullen, Montgomery, Nueces, Refugio, San Jacinto, San Patricio, Starr, Victoria, Walker, Waller, Webb, Wharton, Willacy et Zapata. |

Avant la création du onzième circuit le 1er octobre 1981, le cinquième circuit avait aussi autorité sur les États de l'Alabama, Géorgie, et de Floride. Jusqu'au 31 mars 1982, le cinquième circuit avait aussi compétence pour la zone du canal de Panama.

## Liste des juges du cinquième circuit
Entre parenthèses est le nom du président ayant nommé le juge
Présidente :
- Carolyn Dineen King (en) (Carter)

Autres juges : 
- Patrick Errol Higginbotham (Reagan)
- E. Grady Jolly (Reagan)
- W. Eugene Davis (Reagan)
- Edith Hollan Jones (Reagan)
- Jerry Edwin Smith (Reagan)
- Rhesa Hawkins Barksdale (George H. W. Bush)
- Jacques Loeb Wiener, Jr. (George H. W. Bush)
- Emilio M. Garza (George H. W. Bush)
- Harold R. DeMoss, Jr. (George H. W. Bush)
- Fortunato Pedro Benavides (Clinton)
- Carl E. Stewart (Clinton)
- James L. Dennis (Clinton)
- Edith Brown Clement (George W. Bush)
- Edward Charles Prado (George W. Bush)
- Priscilla Richman Owen (George W. Bush)
- Thomas Morrow Reavley (semi-retraite) (Carter)
- William Lockhart Garwood (semi-retraite) (Reagan)
- John Malcolm Duhé, Jr. (semi-retraite) (Reagan)

En juillet 2005, un siège du circuit était vacant.